# Distrito Escolar de Santa Maria de Escuelas Preparatorias
El Distrito Escolar de Santa Maria de Escuelas Preparatorias (Santa Maria Joint Union High School District, SMJUHSD) es un distrito escolar del Condado de Santa Bárbara, California. Tiene su sede en Santa Maria.
Gestiona programas multilingües y programas de educación por migrantes.

## Escuelas
- Escuela Preparatoria Delta
- Escuela Preparatoria Ernest Righetti
- Escuela Preparatoria Pioneer Valley[1]
- Escuela Preparatoria Santa Maria